# Alter Zopf
Der Ausdruck alter Zopf bezeichnet umgangssprachlich abwertend eine altbekannte, aber veraltete und nicht mehr geläufige Mode, Verhaltensweise, Idee oder Vorschrift. Die Redewendung alte Zöpfe abschneiden bezieht sich ebenfalls auf die Abkehr von veralteten Einrichtungen und Ideen.
Die Wendung geht zurück auf den im 18. Jahrhundert vorgeschriebenen gebräuchlichen preußischen Soldatenzopf. Dieser galt nach der französischen Revolution als Symbol für Rückständigkeit. Auf dem Wartburgfest wurde bei einer symbolischen Verbrennung unter anderem ein Militärzopf als Symbol des Überlebten den Flammen übergeben. 1969 lautete der Wahlkampfslogan der FDP: „Wir schaffen die alten Zöpfe ab.“
In China war unter der mandschurischen Qing-Dynastie die Zopffrisur allgemein verbindlich. Nach der Revolution von 1911 wurden hier allenthalben die Zöpfe abgeschnitten.

## Andere Zusammenhänge
Die Wörter verzopft bzw. zopfig werden als „nicht mehr zeitgemäß“ verwendet.